# Chữ Java
Chữ Java, thường được gọi là Aksara Jawa (ꦲꦏ꧀ꦱꦫꦗꦮ) và Hanacaraka (ꦲꦤꦕꦫꦏ), chính thức được gọi là Déntawyanjana (ꦢꦺꦤ꧀ꦠꦮꦾꦚ꧀ꦗꦤ) và Carakan (ꦕꦫꦏꦤ꧀), 
là một abugida được người Java phát triển để viết một số ngôn ngữ Austronesia nói ở Indonesia, chủ yếu là tiếng Java và một dạng tiếng Java khởi nguồn được gọi là tiếng Kawi, cũng như Sanskrit là ngôn ngữ Ấn-Arya được sử dụng như một ngôn ngữ thiêng liêng trên khắp châu Á.
Chữ Java là hậu duệ của chữ Brahmi và do đó có nhiều điểm tương đồng với chữ viết hiện đại ở Nam Ấn Độ và Đông Nam Á. Chữ Java, cùng với chữ Bali, được coi là chữ viết công phu và công phu nhất trong số các chữ Brahmi ở Đông Nam Á.
Chữ Java được sử dụng rộng rãi bởi các thư ký tòa án Java và Quần đảo Sunda nhỏ. Nhiều nỗ lực để chuẩn hóa chữ đã được thực hiện vào cuối thế kỷ 19 đến đầu thế kỷ 20, với việc phát minh ra các mẫu "chữ in kim loại" đầu tiên, và phát triển các hướng dẫn chính tả súc tích. Tuy nhiên, sự phát triển hơn nữa đã bị dừng đột ngột ở Thế chiến 2  và đặc biệt là trong thời kỳ Nhật Bản chiếm đóng Đông Ấn Hà Lan, trong đó có việc cấm sử dụng chữ này.
Ngày nay, việc sử dụng chữ Java đã được thay thế phần lớn bằng chữ Latin.
| Bảng Unicode chữ Java Official Unicode Consortium code chart Version 12.0 |   |   |   |   |   |   |   |   |   |   |   |   |   |   |   |   |
|                                                                           | 0 | 1 | 2 | 3 | 4 | 5 | 6 | 7 | 8 | 9 | A | B | C | D | E | F |
| U+A98x                                                                    | ꦀ  | ꦁ  | ꦂ  | ꦃ  | ꦄ | ꦅ | ꦆ | ꦇ | ꦈ | ꦉ | ꦊ | ꦋ | ꦌ | ꦍ | ꦎ | ꦏ |
| U+A99x                                                                    | ꦐ | ꦑ | ꦒ | ꦓ | ꦔ | ꦕ | ꦖ | ꦗ | ꦘ | ꦙ | ꦚ | ꦛ | ꦜ | ꦝ | ꦞ | ꦟ |
| U+A9Ax                                                                    | ꦠ | ꦡ | ꦢ | ꦣ | ꦤ | ꦥ | ꦦ | ꦧ | ꦨ | ꦩ | ꦪ | ꦫ | ꦬ | ꦭ | ꦮ | ꦯ |
| U+A9Bx                                                                    | ꦰ | ꦱ | ꦲ | ꦳  | ꦴ  | ꦵ  | ꦶ  | ꦷ  | ꦸ  | ꦹ  | ꦺ  | ꦻ  | ꦼ  | ꦽ  | ꦾ  | ꦿ  |
| U+A9Cx                                                                    | ꧀  | ꧁ | ꧂ | ꧃ | ꧄ | ꧅ | ꧆ | ꧇ | ꧈ | ꧉ | ꧊ | ꧋ | ꧌ | ꧍ |   | ꧏ |
| U+A9Dx                                                                    | ꧐ | ꧑ | ꧒ | ꧓ | ꧔ | ꧕ | ꧖ | ꧗ | ꧘ | ꧙ |   |   |   |   | ꧞ | ꧟ |